# Вулиця Олекси Синявського (Київ)
Вулиця Олекси Синявського — вулиця у Святошинському районі міста Києва, місцевість Берковець. Пролягає від вулиці Антоні Новосельського до кінця забудови. 
Прилучається вулиця Михайла Рибакова.

## Історія
Вулиця виникла наприкінці 2010-х роках під проєктною назвою вулиця Проектна 12917. Назву на честь українського мовознавця Олекси Синявського надано 2018 року.